# Яків Пилип Кулик
Я́ків Пи́лип Ку́лик (1 травня 1793, Львів, Королівство Галичини і Володимирії, Габсбурзька монархія — 28 лютого 1863, Прага, Богемське королівство, Австрійська імперія) — видатний український математик, фізик, доктор філософії, сеньйор колегії професорів філософського факультету, публічний ординарний професор вищої математики, декан філософського факультету Празького університету, ректор Грацького універститету, член багатьох учених товариств, звичайний член Королівської чеської Академії наук, автор багатьох праць з математики та фізики, зокрема, склав таблиці першочисел та таблиці розкладу чисел.

## Життєпис
Яків Пилип Кулик народився 1 травня (20 квітня за старим стилем) 1793 року у Львові в родині львівського службовця Стефана Кулика та Констанції з Березовських.
Початкову освіту здобув народної школі, далі було навчання у академічній гімназії, яку закінчив 1809 року. Тут у Пилипа почав проявлятися інтерес до природничих наук, особливо до фізики та математики. Батько мріяв, щоб син став правником. Тому 1810 року Пилип вступає на філософський факультет Львівського університету, через те, що у той час, щоби навчатися на правничому, медичному або теологічному факультетах університету, слід було спочатку закінчити філософський факультет, та у 1811 році його закінчує. Наступних три роки він навчався на правничому факультеті вишу, який закінчив 1814 року, і таким чином були задоволені не лише він, але й його батьки.
У вересні 1814 року Пилип Кулик переїхав до Оломовця, а згодом місцевий ліцей оголосив конкурс на заміщення вакантної посади професора кафедри фізики та математики, у якому взяв участь й Пилип Кулик та несподівано для усіх переміг. 14 листопада 1814 року був призначений професором ліцею, де мав 7 годин занять з математики щотижня. Після двох років, він з 1816 року — професор фізики у Грацькому університеті, а з 1817 року — професор астрономії у Львівській Політехніці. У 1822 році він здобув ступінь доктора філософії за працю «Про феномен веселки» (нім. «Die phaenomenis Iridis»), а у 1822—1823 роках — ректор Грацького університету.
1826 року Кулик переїхав до Праги, де був призначений на посаду професора вищої математики у Празькому університеті. Тут він викладав математику, в основному — диференціальне та інтегральне числення та аналітичну механіку. Від 1829 року він обіймав також посаду декана філософського факультету, а від 1831 року — був членом математичної секції Королівського чеського товариства науковців (нім. Königliche Böhmische Gesellschaft der Wissenschaften).
У 1831 році у Празі вийшов друком перший підручник Кулика — «Підручник вищого аналізу» (нім. «Lehrbuch der höheren Analysis»). Об'ємний підручник (470 с.) складався з чотирьох розділів — «Методи невизначених коефіцієнтів», «Диференціальне та інтегральне числення», «Криві з простою кривизною», «Поверхні та криві з подвійною кривизною», тобто в цілому охоплювали питання математичного аналізу та аналітичної геометрії.
У 1842 році він видав колосальну працю «Практична школа для рисунків», адже він мав неабиякий хист до малювання та створював взірці для шкіл, малярі́в, проектантів, літографів, яких за своє життя створив близько 40 тисяч.
Написання підручників з математики та механіки для нього було постійним заняттям. Так, у 1843 році світ побачив ще один підручник Кулика, що складався з двох частин — «Підручник вищого аналізу» (друге видання, нім. «Lehrbuch der höheren Analysis» (Zweiter Band)) та «Підручник з арифметики та алгебри» (нім. «Lerbuch der höheren Arithmetik und Algebra»). У цьому підручнику матеріал математичного аналізу доповнений темами, що складають основу вищої арифметики та алгебри.
Значним є його внесок у розвиток механіки, а саме те, що Кулик сформулював теорему отримання вислідних сил, які виникають в результаті дії двох сил під кутом одна до одної. 1841 року вийшов підручник Кулика — «Вища механіка в лекціях» (нім. «Höhere Mechanik nach der Vorlesungen»). 1846 року у Ліпско він видав друком ґрунтовний підручник «Основи вищої механіки» (нім. «Anfangsgründe des höheren Mechanik»), яким був значно доповнене та розширене видання 1841 року. Об'ємний підручник (750 с.) складався вже з п'яти розділів — «Статика фіксованого тіла», «Застосування статики», «Динаміка», «Гідростатика» та «Гідродинаміка та гідравліка».
Пилип Кулик також займався питаннями календографії та багато років опрацьовував астрономічну частину «Календаря літочислення». 1831 р. вперше з'явився «Тисячолітній календар» — корисний посібник для історіографів, дипломатів, архівістів, суддів, юристів, сільських священиків і взагалі для тих, хто цікавиться манускриптами, історичними книжками та документальним підтвердженням хронологічних дат (нім. «Der tausendjährige Kalender. Ein nützliches Handbuch für Historiographen, Diplomatiker, Archivare, Richter, Advokaten, Landgeistliche und überhaupt für alle Jene…»), що перевидавався декілька разів. Друге видання цього календаря було доповнене календарем юдеїв та турків. 1840 року Сенат університету доручив Куликові скласти логарифмічні таблиці для урядових цілей, що він досконало виконав.
Після того як під час революційних подій «весни народів» 1848 року згорів Львівський університет з бібліотекою, то ректорат звернувся до багатьох вчених, у тому числі й до Пилипа Кулика з проханням подарувати книги для бібліотеки. Кулик відгукнувся на їх прохання та подарував навчальному закладу 498 праць в 1000 томів, переважно математичної тематики.
У 1851 році він отримав чин цісарського радника двору. Того ж року виходить його праця польською мовою «Новий спосіб найзручнішого, найвигіднішого і надійного множення та ділення чисел. Для молоді галицьких шкіл» (пол. Nowy sposob latwiejszego wygodniejszego i pewniejszego mnozenia i dzilenia liczb. Dla mlodziežy szkol qalicyjskich). 1860 року у своїй праці «Вклад у розв'язок вищих рівнянь, зокрема кубічних» (нім. «Beiträge zur Auflösung höherer Gleichungen überhaupt und der kubischen Gleichungen insbesondere»), він детально описує порядок визначення наявності раціонального кореня в рівняннях будь-якого порядку, а також досліджує ірраціональні та кратні корені.
1861 року на замовлення та кошти Королівського Чеського товариства науковців з'явився «Календар християнського літочислення» (нім. «Die Jahresformen der christlichen Zeitrechnung»), складений Куликом. В цьому календарі його автор створив великодній календар від 800 до 1940 року, а також починаючи з 1583 року. день святкування Великодня вказується за старим та новими стилями літочислення.
Багато працював над дослідженням та проектуванням ланцюгових мостів, їхньої практичності й безпечності. Ще 1838 року у своїй праці «Дослідження про лінії ланцюгового мосту» (нім. «Unter Suchungen über die Kettenbrückenlinie») Кулик досліджував практичні питання з механіки. В праці автором пояснювалися властивості тих кривих ліній, які беруть на себе роль підвісних ланцюгів ланцюгового мосту, на той час, коли окрім власної ваги мають витримувати ще й вагу підвісних жердин, тобто ліній ланцюгових мостів. Згодом, за його розрахунками, було споруджено низку мостів, зокрема, у Празі та Будапешті.
Помер 28 лютого 1863 року та похований на Ольшанському цвинтарі у Празі. Пізніше Кулика перепоховали на Вишеградському цвинтарі-пантеоні — місце, де поховані найвизначніші діячі чеської науки та культури. Могила його розташована біля головної крипти з великою фрескою на стіні, де на бляшаному орнаменті золотими літерами викарбувано латиною його ім'я.

## Родина
4 листопада 1828 році у Львові Пилип Кулик одружився з Катериною — дочкою заможного міщанина Вацлава Дегла та Барбари з дому Ґріндлів. У цього подружжя було двоє дітей: Юстин — доктор права, адвокат, і Ангеліна, була дружиною доктора юстиції Антоніна Ранди, який згодом став віце-президентом Верховного суду, міністром юстиції Австро-Угорщини, професором юридичного факультету Карло-Фердинандового університету. Дружина Пилипа Кулика померла у 1883 році.
З цією родиною були у дружніх відносинах Горбачевські. Донька Івана Горбачевського Марія у своїх спогадах зазначала, що пані Ангеліна Рандова не раз заявляла їй про те, що «в її жилах тече руська кров», а батьки її найбільше розмовляли між собою українською.

## Праці
Наукові праці Якова Пилипа Кулика зберігаються в архівних фондах Наукової бібліотеки ЛНУ ім. І. Франка нижче перелічені лише деякі з них:
- 1822 — Die phaenomenis Iridis.
- 1825 — Divisores numerorum decies millia non excedentium etc. Tafeln der einfachen Factoren jeder grösse en Zahl unter einer Million [Архівовано 23 жовтня 2014 у Wayback Machine.];
- 1831 — Lehrbuch der höheren Analysis; Der tausendjährige Kalender. Ein nützliches Handbuch für Historiographen, Diplomatiker, Archivare, Richter, Advokaten, Landgeistliche und überhaupt für alle Jene…;
- 1833 — Die Toisirtafeln zur leichteren berechnung des Längen, Flächen — und Kubik-Inhalts und die verschiedenen Münz, — Mass-, und Gewichtsbäträge;
- 1834 — Der tausendjährige Kalender. Ein nützliches Handbuch für Historiographen, Diplomatiker, Archivare, Richter, Advokaten, Landgeistliche und überhaupt für alle Jene, welche die in den alten Manuskripten, Geschichtsbüchern und Urkunden vorkommenden chronologischen Daten zu bestimmen haben [Архівовано 18 лютого 2020 у Wayback Machine.];
- 1836 — Tafeln zur Bestimmung der Inhalts zylindrischer und konischer Gefässe in Bierbrauereien und Branntweinbrennereien;
- 1838 — Unter Suchungen über die Kettenbrückenlinie;
- 1841 — Höhere Mechanik nach der Vorlesungen;
- 1843—1844 — Lerbuch der höheren Arithmetik und Algebra; Lehrbuch der höheren Analysis (Zweiter Band);
- 1846 — Anfangsgründe der höheren Mathematik mit Rücksicht auf ihre technischen Anwendungen; Anfangsgründe des höheren Mechanik;
- 1848 — Tafeln der Quadrat und Kubikzahlen aller natürlichen Zahlen bis Hunderttausend, nebst ihrer Anwendung auf die Zerlegung gröser Zahlen auf ihre Factoren;
- 1851 — Tablice wycinkow hiperbolicznych tudziez dlugosci ukow a cwiercokregow eliptycznych; Nowy sposob latwiejszego wygodniejszego i pewniejszego mnozenia i dzilenia liczb. Dla mlodziežy szkol qalicyjskich;
- 1853 — Über die Tafel primitiver Würzeln;
- 1860 — Beiträge zur Auflösung höherer Gleichungen überhaupt und der kubischen Gleichungen insbesondere;
- 1861 — Die Jahresformen der christlichen Zeitrechnung.

Дослідження спадщини Якова Пилипа Кулика триває й сьогодні як в Україні, так і за кордоном. Цьому присвячені праці Я. Матвіїшина, І. Депмана, С. Порубського, Л. Моравця, Василя Шендеровського, С. Лісковець.